# Богенбай-бі
Богенба́й-бі (каз. Бөгенбай би) — село у складі Зерендинського району Акмолинської області Казахстану. Входить до складу Вікторовського сільського округу.
Населення — 185 осіб (2021; 250 у 2009, 370 у 1999, 444 у 1989).
Національний склад станом на 1989 рік:
- росіяни — 52 %;
- казахи — 45 %.

До 2007 року село називалося Лосевка.